# Mussaenda glabra
Mussaenda glabra är en måreväxtart som beskrevs av Vahl. Mussaenda glabra ingår i släktet Mussaenda och familjen måreväxter. Inga underarter finns listade i Catalogue of Life.